# Tallinna FC TVMK
Tallinna FC TVMK – estoński klub piłkarski z siedzibą w Tallinnie funkcjonujący w latach 1951–2008.

## Historia
Chronologia nazw:
- 1951—1990: Tallinna VMK
- 1990—1991: TVMK JK
- 1992: FC TVMV
- 1995: Tevalte Tallinn
- 1996: Tevalte-Marlekor Tallinn
- 1996—1997: Marlekor Tallinn
- 1997—2008: TVMK

Klub TVMK założony został w 1951 i reprezentował Tallińską Fabrykę Sklejki i Mebli (est. Tallinna Vineeri- ja Mööblivabriku). W 1990 występował w Pierwszej dywizji Estonii. W 1992 debiutował w Meistriliiga. Potem został rozwiązany.
W 1997 ponownie reaktywowany na bazie klubu Marlekor Tallinn, który był założony w 1995 jako Tevalte Tallinn.
Od sezonu 2001 do 2008 regularnie startował w pucharach i regularnie zdobywał miejsca w czołowej czwórce Meistriliigi. Natomiast w sezonie 2008 dość niespodziewanie zespół z Tallinna zajął ostatnie – 10 miejsce w tabeli ligi estońskiej i został relegowany.
Talliński zespół nigdy nie przeszedł choćby jednej rundy w pucharach, choć miał ku temu okazji nie mało. W 2001 roku na przeszkodzie do 2. rundy pucharu Intertoto tallińskiemu zespołowi stanął Hapoel Hajfa z Izraela. Najpierw w Tallinnie było 0-2 dla Hapoela, a na wyjeździe w Izraelu było z kolei 3-0 dla zespołu z Hajfy. W kolejnych czterech latach Tallinna VMK grał w Pucharze UEFA. Ich przeciwnikiem w roku 2002 był gruziński zespół Dinamo Tbilisi. Faworytem był estoński zespół, ale w meczach spisywali się bardzo słabo. Najpierw u siebie przegrali aż 1-4, a w rewanżu 0-1. W następnym sezonie zmierzyli się w 1 rundzie kwalifikacji z duńskim zespołem Odense BK. W Tallinnie był remis 1-1, z kolei w duńskim Odense padł rezultat 3-1 premiujący zespół z Danii. Sezon 2004 był dla estońskiego zespołu niezbyt udany. Najpierw znowu zajęli tylko 2 miejsce w lidze, a w UEFA odpadli z bardzo przeciętnym amatorskim zespołem z Islandii – Akraness w bardzo kompromitującym stosunku 3-6 w dwumeczu (2-4 w Tallinnie, 1-2 w Islandii). Z kolei w roku 2005 TVMK odniósł spory sukces – wygrał Meistriliiga. W Pucharze UEFA znów spisał się dość żenująco, ale tym razem potrafił przynajmniej zremisować u siebie z fińskim MyPa 1-1. W Finlandii padł też wynik dosyć akceptujący dla Estonii – 1-0 dla zespołu z Finlandii, ale mimo wszystko talliński zespół znów zakończył występ w Europie w 1 rundzie kwalifikacji. W roku 2006 TVMK zagrał w końcu w Lidze Mistrzów. W 1 rundzie eliminacji trafił na mistrza Islandii – Hafnarfjarðar. W pierwszym meczu pod Reykjavíkiem padł remis 1-1. Mimo całkiem sporych szans na awans, talliński zespół skompromitował się w rewanżu przegrywając z amatorami 2-3. Warto także dodać, iż zespół z Hafnarfjoerdon w kolejnej rundzie zagrał z ówczesnym mistrzem Polski – Legią Warszawa. Kolejny sezon dla zespołu jednokrotnego mistrza Estonii także nie był za dobry. Zajął 3 miejsce w lidze estońskiej i grał tylko w Pucharze Intertoto po 4. miejscu w sezonie poprzednim. Estończycy błyskawicznie pożegnali się z pucharem po remisie u siebie 0-0 i porażce na wyjeździe 2-4 z FC Honka z Finlandii. Następny 2008 rok był dla TVMK katastrofalny. Najpierw bardzo kiepski początek w lidze, później pożegnanie się (jak zwykle) już w 1 rundzie kwalifikacji tym razem Pucharu UEFA z zespołem duńskim – FC Nordsjælland po porażce 0-3 w Tallinnie i 0-5 w Danii. Po wspomnianym kiepskim początku sezonu Tallińczycy już się nie podnieśli i ukończyli sezon 2008 na ostatnim, 10 miejscu w tabeli 1 ligi estońskiej. 6 listopada 2008 klub został ponownie rozwiązany.

## Sukcesy
- mistrz Estonii: 2005
- wicemistrz Estonii: 2001, 2003, 2004
- brązowy medalista Mistrzostw Estonii: 1992, 1996, 2000, 2002, 2007
- zdobywca Pucharu Estonii: 1991, 2003, 2006
- finalista Pucharu Estonii: 2004, 2005
- zdobywca Superpucharu Estonii: 2005, 2006

## Europejskie puchary
Legenda do wszystkich tabel:
- Q – runda eliminacyjna, 1/16, 1/8, 1/4, 1/2 – odpowiednia faza rozgrywek, Grupa – runda grupowa, 1r gr – pierwsza runda grupowa, 2r gr – druga runda grupowa, F – finał, R – runda, PO – play-off
- k. – rzuty karne, los. – losowanie, Dogr. – dogrywka, w. – zasada bramek strzelonych na wyjeździe

| Sezon   | Rozgrywki        | Runda | Klub                 | Dom | Wyjazd | Ogólnie |
| ------- | ---------------- | ----- | -------------------- | --- | ------ | ------- |
| 2001    | Puchar Intertoto | 1Q    | Hapoel Hajfa         | 0–3 | 0–2    | 0–5     |
| 2002/03 | Puchar UEFA      | 1Q    | Dinamo Tbilisi       | 0–1 | 1–4    | 1–5     |
| 2003/04 | Puchar UEFA      | 1Q    | Odense BK            | 0–3 | 1–1    | 1–4     |
| 2004/05 | Puchar UEFA      | 1Q    | Akraness             | 1–2 | 2–4    | 3–6     |
| 2005/06 | Puchar UEFA      | 1Q    | Myllykosken Pallo-47 | 1–1 | 0–1    | 1–2     |
| 2006/07 | Liga Mistrzów    | 1Q    | Hafnarfjarðar        | 2–3 | 1–1    | 3–4     |
| 2007    | Puchar Intertoto | 1R    | FC Honka             | 2–4 | 0–0    | 2–4     |
| 2008/09 | Puchar UEFA      | 1Q    | FC Nordsjælland      | 0–3 | 0–5    | 0–8     |